# Klarsignal
Klarsignal är ett begrepp inom spårvägsterminologin.
I begynnelsen, då spårvagnarna var bemannade med förare och konduktör, gav konduktören klarsignal i signalklockan till föraren då det var klart att lämna hållplatsen, alltså då det inte längre fanns några påstigande/avstigande passagerare, när det var klart bakåt samt när dörrar/grindar eller liknande var stängda.
Hos bland annat Göteborgs spårvägar består klarsignalen av två slag i klockan. När släpvagn medförs skall först släpvagnskonduktören ge klarsignal som då endast går till motorvagnskonduktören framför. När motorvagnskonduktören fått klarsignal från släpvagnskonduktören kan denne i sin tur ger klarsignal, som då går till föraren. När föraren fått sin klarsignal ger han utsignal och färden kan fortsätta. Med en eller två släpvagnar kan det bli ganska mycket ”plingande” i diverse klockor, ett system som fortfarande används på de museala vagnarna i trafik i Sverige. Det finns även andra typer av signaler mellan förare och konduktör, som exempelvis ”efterstopp” och ”nödstopp” som består i fler än tre slag.
På 1940-talsvagnarna, mustangerna, signalerar konduktören till föraren med en elektrisk/akustisk signalgivare, kallas för ”morseringsapparat” även om man inte använder sig av morsealfabetet.
På senare och nutida vagnar, ibland utan konduktör, finns det olika typer av automatiska klarsignaleringsanläggninar, som i stort sett fungerar så att de ger klarsignal då alla dörrar är stängda, och i vissa fall även när andra säkerhetsåtgärder är utförda.
Vanligtvis kan inte vagnen köras innan man fått klarsignal, men av praktiska skäl, till exempel vid rangering och liknande, kan denna funktion kopplas ur. Föraren själv kan vanligtvis inte göra denna åtgärd, utan bara teknisk personal, men detta kan variera mellan olika vagntyper hos olika trafikbolag.